# Ergy Landau
Pour les articles homonymes, voir Landau.
Ergy Landau, née Erzsébet Erzsi Landau le 19 juin 1896 à Budapest en Hongrie et morte le 6 juin 1967 à Paris 16e, est une photographe française d’origine hongroise.

## Biographie
Née en 1896 à Budapest,, Erzsi Landau se forme à la photographie tout d’abord dans sa ville natale, auprès de Olga Máté (en) en 1918. Puis elle travaille à Vienne (Autriche) dans l’atelier du photographe Franz Xaver Setzer. Un an plus tard, elle devient assistante dans l’atelier de Rudolf Dührkoop à Berlin. 
Elle retourne ensuite en Hongrie où elle ouvre à Budapest son premier studio. Elle se lie alors d’amitié avec le peintre László Moholy-Nagy, qu’elle photographie, et son épouse Lucia Moholy. Elle est d’abord inspirée par les photographes pictorialistes dans la lignée d’Alfred Stieglitz et Edward Steichen. Elle expose dès 1921.
En 1922, Ergy Landau quitte de nouveau la Hongrie, un pays désormais sous la houlette du régime autoritaire de Miklós Horthy. Le 18 mai 1923, elle arrive seule à Paris où elle se fait recenser au bureau des étrangers de la Préfecture de Police sous le nom d'Élisabeth Landau, photographe. Elle ouvre un studio photographique, et change son prénom en Ergy,. Elle vit essentiellement de son activité de portraitiste. Ergy Landau réalise alors de nombreux portraits dont ceux d’Antoine Bourdelle, de Thomas Mann, d’Elsa Triolet et de Paul Valéry. Elle réalise aussi des reportages extérieurs et se fait connaître aussi par la réalisation de nus féminins : « exhibant avec pudeur la plénitude de leurs formes, elle en offre une vision affranchie des tabous [...] la femme radieuse et sereine s'épanouit en plein air, dans la nature, au soleil couchant ». Ses photos reflètent une vitalité : « c'est le temps des congés payés, des auberges de jeunesse et colonies de vacances. Il s'inscrit, joyeux, dans les virées en kayak, les cavalcades dans les sous-bois, le repas dominical sur une grève normande. ». À la fin des années 1920, elle change aussi de style photographique abandonnant le portrait au sfumato et ses techniques héritées du pictorialisme pour se tourner vers la Nouvelle Vision,.
En 1930, Nora Dumas et Ylla commencent leurs carrières photographiques dans le studio Landau. À partir de l’année suivante, Ergy Landau publie régulièrement dans Arts et Médecine, Jazz, ou encore Paris Magazine. En 1932, elle est membre fondateur de la Société des artistes photographes puis en 1933 de l’agence photographique Rapho, fondée par Charles Rado,. 
L’agence est mise en sommeil pendant la Seconde Guerre mondiale. Mais Ergy Landau participe à sa relance dès 1945, avec Brassaï et Raymond Grosset, rejoints également par de jeunes photographes tels que Robert Doisneau ou encore Sabine Weiss.  
En 1954, elle part dans la Chine de Mao Zedong, avec l’écrivain Pierre Gascar, pour réaliser un reportage qui sera publié sous le titre Aujourd’hui la Chine, par la Guilde du Livre à Lausanne ,,. 
Ergy Landau participe aux grandes expositions des années 1950, avant de mourir à 70 ans, le 6 juin 1967, à Paris,,. Après sa mort, les archives personnelles d'Ergy Landau sont conservées par Raymond Grosset, directeur de l’agence Rapho, puis par sa fille Kathleen Grosset.

## Publications
- Ergy Landau (préf. Marcel Aymé), Enfants, Paris, Ed. O.E.T., 1936
- Beatrix Tudor-Hart (photogr. Ergy Landau), Plays and Toys in Nursery Years, Londres, Country Life, 1938
- Hélène Natkin et Ergy Landau, Comment photographier les enfants ?, Nice, Édition de L’Éclaireur de Nice, 1942[9]
- Pierre Gascar et Ergy Landau (préf. Claude Roy), Aujourd’hui la Chine, Lausanne, La Guilde du Livre, 1955
- Pierre Gascar et Ergy Landau, Chine ouverte, Paris, Gallimard, 1955, 183 p.
- Maurice Genevoix (photogr. Ergy Landau), Le Petit chat, Paris, Arts et Métiers graphiques, 1957[10]
- Yves Bonnieux (photogr. Ergy Landau), Horoldamba : Le petit Mongol, Paris, Calmann-Lévy, 1957

## Expositions
Liste non exhaustive

### Expositions personnelles
- 15 janvier - 17 avril 1988 : « Ergy Landau. collections Musée Niépce », Musée Nicéphore-Niépce, Chalon-sur-Saône[4].
- 2009 : Hôtel de Sully, Paris
- 2018 : « Ergy Landau à livres ouverts », exposition en ligne[11].
- 23 septembre 2022 - 26 février 2023 : « Ergy Landau 1896 - 1967 », Maison de la photographie Robert-Doisneau, Gentilly[12],[13].
- 1er février - 27 février 2023 : « Paris dans l’objectif d’Ergy Landau », mairie du 16e arrondissement, Paris.

### Expositions collectives
- 31 octobre 2006 - 28 janvier 2007 : La photographie humaniste, 1945-1968 : autour d'Izis, Boubat, Brassaï, Doisneau, Ronis, Bibliothèque nationale de France, Paris.

## Œuvres en collection publique
Liste non exhaustive
- Musée Nicéphore-Niépce, Chalon-sur-Saône.
- Musée national d’Art moderne, Paris.
- Département des estampes et de la photographie de la Bibliothèque nationale de France.